# Tracy McGrady
Tracy Lamar McGrady, Jr., znany także jako Tracy McGrady (ur. 24 maja 1979 w Bartow) – amerykański koszykarz, który grał na pozycji rzucającego obrońcy, a także jako niski skrzydłowy lub rozgrywający.
W 1997 został uznany za najlepszego zawodnika amerykańskich szkół średnich w skali ogólnokrajowej (USA TODAY's High School Player of the Year, Mr. Basketball USA). Został też zaliczony do I składu Parade All-American i  USA Today All-USA. Wystąpił także w meczu gwiazd amerykańskich szkół średnich - McDonald’s All-American.
Do ligi NBA trafił po szkole średniej, był także siedmiokrotnym uczestnikiem meczu gwiazd. Był najlepszym strzelcem ligi w latach 2003-2004. Grał w zespołach Toronto Raptors, Orlando Magic, Houston Rockets, New York Knicks, Detroit Pistons i San Antonio Spurs. McGrady został wybrany przez SLAM Magazine's do „Top 75 Players of All-Time”, czyli do siedemdziesiątki piątki najlepszych zawodników wszech czasów w 2003 roku. McGrady stylem gry został porównany do George’a Gervina.
9 grudnia 2004 r. w meczu przeciwko San Antonio Spurs Tracy McGrady zdobył w czasie końcówki meczu, w ciągu 35 sekund, 13 punktów z rzędu (4 razy rzutem za 3 punkty, w tym raz z faulem), czym przyczynił się do zwycięstwa swojej drużyny 1 punktem.
9 października 2012 poinformował, że przenosi się do Chin, gdzie występował w barwach Qingdao Eagles. Od 17 kwietnia 2013 roku występował w barwach San Antonio Spurs. 27 sierpnia 2013 roku ogłosił oficjalne zakończenie kariery w NBA, pozostając otwartym na propozycje grania w innych ligach świata.
W 2002 wystąpił w filmie Magiczne buty.

## Osiągnięcia
Na podstawie, o ile nie zaznaczono inaczej.
NBA
- Zdobywca nagrody dla zawodnika, który poczynił największy postęp - NBA Most Improved Player Award (2001)[10]
- Uczestnik:
  - meczu gwiazd NBA (2001-2007)[11]
  - konkursu wsadów podczas NBA All-Star Weekend (2000)[12]
  - Rookie Challenge (1998)
- Wybrany do:
  - I składu NBA (2002, 2003)[13]
  - II składu NBA  (2001, 2004, 2007)[13]
  - III składu NBA  (2005, 2008)[13]
- Lider:
  - sezonu zasadniczego w średniej zdobytych punktów NBA (2003, 2004)[14]
  - play-off w średniej zdobytych punktów (2001, 2002)[15]

- Zawodnik:
  - miesiąca:
    - NBA (luty 2001)
    - Konferencji Wschodniej NBA (luty 2002, listopad 2002, marzec 2003)

  - tygodnia NBA (17.03.2002, 23.02.2003, 9.03.2003, 13.04.2003, 21.12.2003, 16.01.2005, 6.02.2005, 13.03.2005, 17.04.2005, 15.04.2007, 4.11.2007, 9.03.2008)

Chiny
- Powołany do meczu gwiazd CBA (2013)[16]
- Zaliczony do III składu All-CBA (2013 przez asia-basket.com)[17]
- Zespół Qingdao Eagles zastrzegł należący do niego numer 1

Reprezentacja
- Mistrz Ameryki (2003)[18]

Inne
- Wybrany do Koszykarskiej Galerii Sław im. Jamesa Naismitha (2017)

## Rekordy
| Statystyka            | Data             | Przeciwko          | Źródło |
| --------------------- | ---------------- | ------------------ | ------ |
| Punkty: 62            | 10 marca 2004    | Washington Wizards | [ 19 ] |
| Asysty: 16            | 30 kwietnia 2007 | Utah Jazz          | [ 20 ] |
| Zbiórki: 17           | 3 lutego 2002    | San Antonio Spurs  | [ 21 ] |
| Zbiórki w ataku: 10   | 29 lutego 2000   | Chicago Bulls      | [ 22 ] |
| Zbiórki w obronie: 12 | 3 razy           | —                  |        |
| Przechwyty: 6         | 15 marca 2002    | Denver Nuggets     | [ 23 ] |
| Bloki: 7              | 19 marca 2000    | Houston Rockets    | [ 24 ] |
| Minuty: 55            | 28 lutego 2003   | New York Knicks    | [ 25 ] |